# Sultan ibn Ahmad
Sultan ibn Ahmad (arabisch سلطان بن أحمد بن سعيد, DMG Sulṭān b. Aḥmad b. Saʿīd; † 20. November 1804) war Sayyid von Maskat von 1792 bis 1804.
Sultan (Sultân) ibn Ahmad setzte sich nach dem Tod von Hamad ibn Said (1784–1792) als Herrscher in Maskat durch. Da sein Bruder, der Imam Said ibn Ahmad, kein Interesse an der Regierung zeigte, konnte er seine Herrschaft schnell festigen. Unter ihm stieg Maskat zum beherrschenden Handelszentrum des Golfhandels auf, über das 5/8 aller Waren abgewickelt wurden.
Nachdem französische Truppen unter Napoleon 1798 in Ägypten gelandet waren (siehe: Ägyptische Expedition) bemühten sich Frankreich und Großbritannien um ein Bündnis mit dem Herrscher von Maskat. Sultan ibn Ahmad verbündete sich schließlich mit den Briten, da er sich von ihnen Unterstützung im Kampf gegen die Piraterie der Qawasim von Ras al-Khaimah sowie gegen die Expansion der Wahhabiten erhoffte. 1800 eroberten die Wahhabiten die Oase Buraimi und unterwarfen die Stämme des inneren Oman. Als die Piraterie der Qawasim den Golfhandel gefährdete, unternahm Sultan ibn Ahmad 1804 eine Flottenexpedition an die Piratenküste. Bei diesen Kämpfen kam er aber ums Leben. Die Nachfolge traten Salim und Said ibn Sultan (1804–1856) an.
Siehe auch: Said-Dynastie
| Personendaten    | Personendaten     |
| ---------------- | ----------------- |
| NAME             | Sultan ibn Ahmad  |
| ALTERNATIVNAMEN  | Sultân ibn Ahmad  |
| KURZBESCHREIBUNG | Sayyid von Maskat |
| GEBURTSDATUM     | 18. Jahrhundert   |
| STERBEDATUM      | 20. November 1804 |